# Through the years: New York 1983 - Spain 2004
Through the years: New York 1983 - Spain 2004 es un disco en directo de Lou Reed. Se trata de un bootleg lanzado en 2008, y recopila dos conciertos: Uno grabado en el Bottom Line de Nueva York, en 1983; y el otro grabado en el FIB de Benicassim, en 2004. 

## Lista de temas

### CD 1
1. "Sweet Jane"
2. "Why do you talk"
3. "Rock 'n' roll"
4. "Venus in Furs"
5. "Kill your sons"
6. "Romeo had Juliette"
7. "I'm waiting for the man"

### CD 2
1. Satellite of Love
2. The Blue Mask
3. Walk on the Wild Side
4. Perfect Day
5. Women
6. Jesus

## Músicos

### Nueva York
- Lou Reed - guitarra y voz
- Robert Quine - guitarra
- Fernando Saunders - bajo
- Fred Maher - batería

### España
- Lou Reed - guitarra y voz
- Mike Rathke - guitarra
- Fernando Saunders - bajo y voces
- Tony "Thunder" Smith - batería
- Jane Scarpantoni - chelo

- Datos: Q6146256